# Lips (KAT-TUN)
Lips è un brano musicale della boy band giapponese KAT-TUN, estratto come terzo singolo dall'album KAT-TUN III: Queen of Pirates. È stato pubblicato il 6 febbraio 2008 ed è il sesto singolo consecutivo del gruppo ad arrivare alla prima posizione della classifica Oricon dei singoli più venduti in Giappone. Il Singolo è usato come tema musicale del dorama One Pound Gospel, che vede lo stesso Kazuya Kamenashi interpretare il ruolo del personaggio principale.

## Tracce
CD singolo
1. LIPS - 4:21
2. LOVE - 3:15
3. LIPS (Instrumental) - 4:21
4. LOVE (Instrumental) - 3:15

## Classifiche
| Classifica (2008)                        | Posizione più alta |
| ---------------------------------------- | ------------------ |
| Giappone (Classifica settimanale Oricon) | 1                  |